# Sainte-Geneviève (Meurthe e Mosella)
Sainte-Geneviève è un comune francese di 191 abitanti situato nel dipartimento della Meurthe e Mosella nella regione del Grand Est.

## Società

### Evoluzione demografica
Abitanti censiti